# Pier Adolfo Tirindelli
Pier Adolfo Tirindelli (Conegliano, 5 maggio 1858 – Roma, 6 febbraio 1937) è stato un compositore, violinista e direttore d'orchestra italiano.

## Biografia
Perfezionati a Parigi gli studi iniziati a Milano, si reca a Vienna e Parigi, incoraggiato dalle parole lusinghiere che Franz Liszt scrisse su di lui alla baronessa Helene d’Augusz. ottenne nel 1883 la cattedra di violino presso il Conservatorio di Venezia del quale fu direttore dal 1893 al 1895. Stabilitosi poi negli Stati Uniti, fu docente di violino e direttore d'orchestra presso il Conservatorio di Cincinnati.Tornò in Italia nel 1922 completando la sua melodica vena creativa, già affermata nelle opere Atenaide, del 1892 e Blanc et noir, del 1897, con la produzione di numerose romanze per canto e pianoforte.
Nella città natale gli è stata dedicata una via.
Nel 1981 è stata fondata l'Associazione Lirica "Pier Adolfo Tirindelli", per preservarne la memoria.

## Editoria musicale
- Pier Adolfo Tirindelli, Liriche per canto e pianoforte (voce media), Ricordi BMG Publications, 2007, NR 139786, ISMN M-041-39786-3

## Discografia in CD
- Pier Adolfo Tirindelli - Albino Toffoli: La versatilità (ed. Rivoalto 2001 CRR2114)(set di due CD Live Recordings per un totale di 144' 42');
- Ada Negri nelle liriche di Pier Adolfo Tirindelli (ed. Rainbow Classics 2004 RW 20040255), set di due CD, uno musicale e uno recitato. Interpreti: Laura Toffoli (soprano), Davide Da Ros (pianista), Monica Stella (voce recitante).